# Hoehn Peak
Der Hoehn Peak ist ein 2000 m hoher Berg im ostantarktischen Viktorialand. Er ragt am Kopfende des Matterhorn-Gletschers auf und markiert das südliche Ende des Morelli Ridge in der Asgard Range des Transantarktischen Gebirges.
Das Advisory Committee on Antarctic Names benannte ihn 1997 nach Robert C. Hoehn, Bauingenieur der Virginia Tech, der das Ökosystem des Bonneysees von 1974 bis 1975 untersuchte.